# Pentossido di diazoto
Il pentossido di diazoto (o anidride nitrica) è un composto binario dell'azoto pentavalente con l'ossigeno, noto anche come ossido di azoto(V), avente formula minima N2O5. 
Si tratta di un solido cristallino volatile e deliquescente costituito da NO+2 e NO−3, quindi è effettivamente nitrato di nitronio.
Allo stato di vapore o in soluzione di solventi apolari è presente come molecola covalente.
Si ha quindi un equilibrio tra le due forme:
{\displaystyle {\ce {N2O5 <=> NO2+NO3-}}}
Fra tutti gli ossidi di azoto è l'unico ad avere un ossigeno a ponte tra i due atomi di azoto.
Storicamente fu sintetizzata per la prima volta da Deville nel 1840 facendo reagire AgNO3 con Cl2. Adesso viene prodotto per disidratazione dell'acido nitrico:
{\displaystyle {\ce {4HNO3 + P4O10 -> 2N2O5 + 4HPO3}}}
È un forte ossidante nei confronti di metalli, non metalli e sostanze organiche.
Con acqua reagisce violentemente dando acido nitrico:
{\displaystyle {\ce {N2O5 + H2O -> 2HNO3}}}